# (16441) Kirchner
(16441) Kirchner es un asteroide perteneciente al cinturón de asteroides, descubierto el 7 de marzo de 1989 por Freimut Börngen desde el Observatorio Karl Schwarzschild, en Tautenburg, Alemania.

## Designación y nombre
Designado provisionalmente como 1989 EF6. Fue nombrado Kirchner en honor al pintor, artista gráfico y escultor alemán Ernst Ludwig Kirchner, maestro del expresionismo y cofundador del círculo artista "Die Brücke". A partir del año 1917, trabajó y vivió en Suiza. En el año 1937, le fueron confiscadas todas sus obras y se le tachó como "degenerado" en Alemania, razones que le llevaron a suicidarse.

## Características orbitales
Kirchner está situado a una distancia media del Sol de 2,722 ua, pudiendo alejarse hasta 2,820 ua y acercarse hasta 2,624 ua. Su excentricidad es 0,035 y la inclinación orbital 8,926 grados. Emplea 1640 días en completar una órbita alrededor del Sol.

## Características físicas
La magnitud absoluta de Kirchner es 13,7.